# جانيس موراي
جانيس موراي (بالإنجليزية: Janice Murray)‏ (26 أكتوبر 1966 في المملكة المتحدة - ) هي لاعبة كرة قدم بريطانية في مركز جناح ‏. شاركت مع منتخب إنجلترا لكرة القدم للسيدات. أما مع النوادي، فقد لعبت مع نادي ليفربول لكرة القدم للسيدات ونادي إيفرتون للسيدات وDoncaster Rovers Belles L.F.C. ‏.

## وصلات خارجية
- جانيس موراي على موقع قاعدة بيانات كرة القدم.إي يو (الإنجليزية)